# Камінь ножиці папір
«Камінь Ножиці Папір» (тур. Taş Kağıt Makas) — турецький телесеріал 2024 року в жанрі драми, бойовика, психологічного трилеру, правосуддя створений компанією MF Yapım. У головних ролях — Екін Коч, Серра Арітюрк, Озан Гювен, Ханде Атаїзі, Бурак Йорук, Ханде Догандемір. Перша серія вийшла в ефір 28 лютого 2024 р. Серіал має 2 сезони. Завершився 19-м епізодом, який вийшов у ефір 16 жовтня 2024 року. Серіал є адаптацією південнокорейського серіалу Пам'ятай, 2015 року. 

## Сюжет
Історія про те, як зіткнувшись із системою, бідні люди без зв'язків та влади можуть стати цапами-відбувайлами. Умут разом із батьком веде скромне життя. В його батька хвороба Альцгеймера, у нього бувають провали в пам'яті, а в Умута ідеальна фотографічна пам'ять. Якось його батька заарештовують та звинувачують у вбивстві молодої дівчини. Умут упевнений, що батько не міг вчинити таке злодіяння, але всі докази проти нього, оскільки багаті та владні люди, вирішили прикрити справжнього вбивцю, зваливши на одного бідолаху. Але Умут не має наміру здаватися, з його надзвичайною здатністю до запам'ятовування, він легко вивчає закони і стає адвокатом-генієм. І тепер ладен боротися з усіма за свого батька, а найбільшою його підтримкою стає Алев, з якою Умут познайомився в автобусі.

## Актори та персонажі
| Актор              | Роль                   |
| ------------------ | ---------------------- |
| Екін Коч           | Адвокат Умут Танрікулу |
| Серра Арітюрк      | Прокурор Алев Парлак   |
| Озан Гювен         | Адвокат Харун Якар     |
| Ханде Атаїзі       | Прокурор Сурейя Уяр    |
| Бурак Йорук        | Фечір Еміркіран        |
| Хусейн Авні Даніял | Кадрі Палаз            |
| Айтач Ушун         | Азад Еміркіран         |
| Бюлент Сейран      | Риза Танрікулу         |
| Селім Галіп        | Рушен                  |
| Анил Ташезен       | Джевхер Хамі Сарикая   |
| Алі Чобан          | Угур Парлак            |
| Бурджу Халачоглу   | Емель Парлак           |
| Атсіз Карадуман    | Буньямін Еміркіран     |
| Гьокхан Йикілкан   | Нешет Тузку            |
| Юсра Гейик         | Руя Еміркіран          |
| Арда Мора          | Юджел                  |
| Сенем Унал         | Уміт                   |
| Ханде Догандемір   | Адвокат Гюнеш          |
| Ураз Кайгилароглу  | Марко                  |
| Берк Бакіоглу      | Архан Ефе Туран        |

## Сезони
| Сезон | Епізоди | Епізоди | Оригінальний показ | Оригінальний показ | Оригінальний показ |
| Сезон | Епізоди | Епізоди | Перший показ       | Останній показ     | Мережа             |
| ----- | ------- | ------- | ------------------ | ------------------ | ------------------ |
| 1     | 14      | 14      | 28 лютого 2024     | 5 червня 2024      | Канал D            |
| 2     | 5       | 5       | 18 вересня 2024    | 16 жовтня 2024     | Канал D            |

## Рейтинги серій
| Сезон 1 (2024) | Сезон 1 (2024)  | Сезон 1 (2024) | Сезон 1 (2024) | Сезон 2 (2024) | Сезон 2 (2024)  | Сезон 2 (2024) | Сезон 2 (2024) |
| Серія          | Рейтинг (TOTAL) | Рейтинг (AB)   | Рейтинг (ABC1) | Серія          | Рейтинг (TOTAL) | Рейтинг (AB)   | Рейтинг (ABC1) |
| -------------- | --------------- | -------------- | -------------- | -------------- | --------------- | -------------- | -------------- |
| 1.             | 2,17            | 2,58           | 2,70           | 15.            | 2,32            | 1,77           | 2,61           |
| 2.             | 3,75            | 3,62           | 4,28           | 16.            | 2,00            | 1,32           | 1,80           |
| 3.             | 4,18            | 3,61           | 5,28           | 17.            | 2,07            | 2,08           | 2,28           |
| 4.             | 4,35            | 5,02           | 5,88           | 18.            | 1,94            | 1,69           | 2,11           |
| 5.             | 4,22            | 4,29           | 4,75           | 19.            | 1,85            | 1,92           | 2,12           |
| 6.             | 3,33            | 3,52           | 4,22           |                |                 |                |                |
| 7.             | 3,52            | 3,72           | 4,04           |                |                 |                |                |
| 8.             | 3,63            | 4,46           | 4,75           |                |                 |                |                |
| 9.             | 3,46            | 4,21           | 4,67           |                |                 |                |                |
| 10.            | 3,30            | 4,23           | 4,48           |                |                 |                |                |
| 11.            | 3,36            | 3,36           | 4,37           |                |                 |                |                |
| 12.            | 3,74            | 3,94           | 4,50           |                |                 |                |                |
| 13.            | 3,97            | 4,10           | 4,74           |                |                 |                |                |
| 14.            | 3,19            | 3,07           | 3,77           |                |                 |                |                |